# Grand Prix Velké Británie 2002

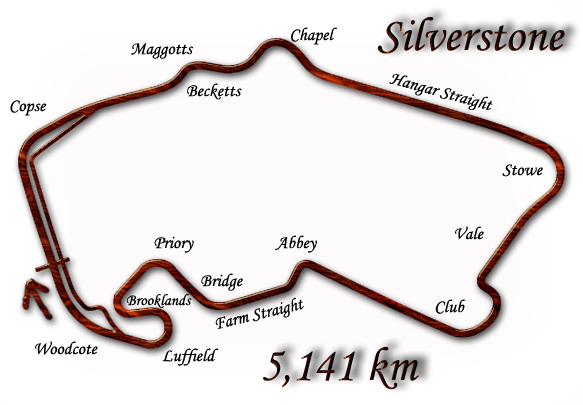

Grand Prix Velké Británie LV Foster's British Grand Prix
- 7. červenec 2002
- Okruh Silverstone
- 60 kol x 5,141 km = 308,356 km
- 690. Grand Prix
- 60. vítězství Michaela Schumachera
- 152. vítězství pro Ferrari

## Výsledky
| Pozice   | Jezdec                | Vůz             | Čas         |
| -------- | --------------------- | --------------- | ----------- |
| 1        | Michael Schumacher    | Ferrari F2002   | 1h31:45,015 |
| 2        | Rubens Barrichello    | Ferrari F2002   | á 0:14:578  |
| 3        | Juan Pablo Montoya    | Williams FW24   | á 0:31:661  |
| 4        | Jacques Villeneuve    | BAR 004         | á 1 kolo    |
| 5        | Olivier Panis         | BAR 004         | á 1 kolo    |
| 6        | Nick Heidfeld         | Sauber C 21     | á 1 kolo    |
| 7        | Giancarlo Fisichella  | Jordan EJ12     | á 1 kolo    |
| 8        | Ralf Schumacher       | Williams FW24   | á 1 kolo    |
| 9        | Felipe Massa          | Sauber C 21     | á 1 kolo    |
| 10       | David Coulthard       | McLaren MP 4/17 | á 2 kola    |
| 11       | Pedro de la Rosa      | Jaguar R3B      | á 2 kola    |
| 12       | Jenson Button         | Renault R202    | á 6 kol     |
| Kolo     | Odstoupili            | -               | -           |
| 51       | Takuma Sató           | Jordan EJ12     | Motor       |
| 45       | Kimi Räikkönen        | McLaren MP 4/17 | Motor       |
| 30       | Jarno Trulli          | Renault R202    | Elektronika |
| 29       | Enrique Bernoldi      | Arrows A23      | Rozvodovka  |
| 24       | Eddie Irvine          | Jaguar R3B      | Mimo trať   |
| 21       | Heinz-Harald Frentzen | Arrows A23      | Motor       |
| 16       | Mika Salo             | Toyota TF102    | Rozvody     |
| 10       | Mark Webber           | Minardi PS02    | Mimo trať   |
| Zaváděcí | Allan McNish          | Toyota TF02     | ?           |

### Nekvalifikoval se
Alex Yoong Minardi PS02

### Nejrychlejší kolo
- Rubens Barrichello Ferrari 1'23,083 - 222,760 km/h

### Vedení v závodě
- 1-15 kolo Juan Pablo Montoya
- 16-60 kolo Michael Schumacher

### Postavení na startu
| 1. řada  | 1                    | 2                     |
|          | Juan Pablo Montoya   | Rubens Barrichello    |
|          | Williams             | Ferrari               |
|          | 1'18,998             | 1'19,032              |
| 2. řada  | 3                    | 4                     |
|          | Michael Schumacher   | Ralf Schumacher       |
|          | Ferrari              | Williams              |
|          | 1'19.042             | 1'19.329              |
| 3. řada  | 5                    | 6                     |
|          | Kimi Raikkonen       | David Coulthard       |
|          | McLaren              | McLaren               |
|          | 1'20.133             | 1'20.315              |
| 4. řada  | 7                    | 8                     |
|          | Jarno Trulli         | Mika Salo             |
|          | Renault              | Toyota                |
|          | 1'20.516             | 1'20.995              |
| 5. řada  | 9                    | 10                    |
|          | Jacques Villeneuve   | Nick Heidfeld         |
|          | BAR                  | Sauber                |
|          | 1'21.130             | 1'21.187              |
| 6. řada  | 11                   | 12                    |
|          | Felipe Massa         | Jenson Button         |
|          | Sauber               | Renault               |
|          | 1'21.191             | 1'21.247              |
| 7. řada  | 13                   | 14                    |
|          | Olivier Panis        | Takuma Sato           |
|          | BAR                  | Jordan                |
|          | 1'21.274             | 1'21.337              |
| 8. řada  | 15                   | 16                    |
|          | Allan McNish         | Heinz-Harald Frentzen |
|          | Toyota               | Arrows                |
|          | 1'21.382             | 1'21.416              |
| 9. řada  | 17                   | 18                    |
|          | Giancarlo Fisichella | Enrique Bernoldi      |
|          | Jordan               | Arrows                |
|          | 1'21.636             | 1'21.780              |
| 10. řada | 19                   | 20                    |
|          | Eddie Irvine         | Mark Webber           |
|          | Jaguar               | Minardi               |
|          | 1'21.851             | 1'22.281              |
| 11. řada | 21                   | 22                    |
|          | Pedro de la Rosa     | Alex Yoong            |
|          | Jaguar               | Minardi               |
|          | 1'23.422             | 1'24.785              |
| -------- | -------------------- | --------------------- |

- červeně nepřekonal 107% času vítěze kvalifikace: 1'24"527

### Zajímavosti
- V závodě debutoval Jaguar R3B
- Allan McNish, Felipe Massa, Mark Webber a Takuma Sato startovali v 10 GP.
- Toyota startovala ve 20 GP